# IC 3476
IC 3476 ist eine irreguläre Zwerggalaxie mit ausgedehnten Sternentstehungsgebieten vom Hubble-Typ IBm im Sternbild Coma Berenices am Nordsternhimmel. Sie ist schätzungsweise 44 Millionen Lichtjahre von der Milchstraße entfernt ist. Unter der Katalognummer VCC 1450 wird sie als Mitglied des Virgo-Galaxienhaufens gelistet.
Im selben Himmelsareal befinden sich u. a. die Galaxien NGC 4501, IC 3442, IC 3478, IC 3500.
Die Supernova SN 1970A wurde hier beobachtet.
Das Objekt wurde am 22. November 1900 von Arnold Schwassmann entdeckt.